# Tschechische Badmintonmeisterschaft 2017
Die Tschechische Badmintonmeisterschaft 2017 fand vom 3. bis zum 5. Februar 2017 in der Sporthalle der SH TU in Liberec-Harcov statt.

## Medaillengewinner
| Disziplin    | Gold                             | Silber                            | Bronze                             |
| ------------ | -------------------------------- | --------------------------------- | ---------------------------------- |
| Herreneinzel | Milan Ludík                      | Adam Mendrek                      | Petr Beran                         |
| Herreneinzel | Milan Ludík                      | Adam Mendrek                      | Jan Fröhlich                       |
| Dameneinzel  | Tereza Švábíková                 | Zuzana Pavelková                  | Dominika Koukalová                 |
| Dameneinzel  | Tereza Švábíková                 | Zuzana Pavelková                  | Monika Světničková                 |
| Herrendoppel | Petr Beran Jaromír Janáček       | Michal Hubáček Jan Louda          | Lukáš Holub Jan Hubáček            |
| Herrendoppel | Petr Beran Jaromír Janáček       | Michal Hubáček Jan Louda          | Stanislav Kohoutek Vojtěch Šelong  |
| Damendoppel  | Alžběta Bášová Michaela Fuchsová | Eliška Maixnerová Hana Milisová   | Petra Hofmanová Šárka Křížková     |
| Damendoppel  | Alžběta Bášová Michaela Fuchsová | Eliška Maixnerová Hana Milisová   | Tereza Švábíková Kateřina Tomalová |
| Mixed        | Jakub Bitman Alžběta Bášová      | Michal Hubáček Monika Světničková | Jan Hubáček Magdaléna Lajdová      |
| Mixed        | Jakub Bitman Alžběta Bášová      | Michal Hubáček Monika Světničková | Vojtěch Šelong Denisa Šikalová     |